# Host (album Paradise Lost)
Host – album grupy Paradise Lost wydany w 1999 roku.

## Lista utworów
1. „So Much is Lost” – 4:16
2. „Nothing Sacred” – 4:02
3. „In All Honesty” – 4:02
4. „Harbour” – 4:23
5. „Ordinary Days” – 3:29
6. „It’s Too Late” – 4:44
7. „Permanent Solution” – 3:17
8. „Behind the Grey” – 3:13
9. „Wreck” – 4:41
10. „Made the Same” – 3:34
11. „Deep” – 4:00
12. „Year of Summer” – 4:16
13. „Host” – 5:12